# Libby Clegg
Elizabeth (Libby) Clegg (Bollington, 24 maart 1990) is een Schots paralympisch sprintster die zowel Schotland als Groot-Brittannië vertegenwoordigde op internationale wedstrijden. Zo vertegenwoordigde ze Groot-Brittannië met succes in de T12-klasse op de 100m en 200m hardlopen tijdens de Paralympische Zomerspelen van 2008 (zilver op de 100m T12) en 2016 (goud op de 100m T11 en 200m T11).
Clegg lijdt aan de ziekte van Stargardt, een degeneratieve oogziekte die haar slechts een beperkt gezichtsveld in haar linkeroog geeft. Ze is geregistreerd als blind. Ze loopt hard met de hulp van begeleider Chris Clarke.